# Campeonato Mundial de Biatlón de 1977
El XVI Campeonato Mundial de Biatlón se celebró en Lillehammer (Noruega) entre el 10 y el 13 de marzo de 1977 bajo la organización de la Unión Internacional de Biatlón (IBU) y la Federación Noruega de Biatlón. 

## Resultados

### Masculino
| Evento                     | Oro                                                                                 | Plata                                                                               | Bronce                                                               |
| -------------------------- | ----------------------------------------------------------------------------------- | ----------------------------------------------------------------------------------- | -------------------------------------------------------------------- |
| 10 km velocidad (12.03)    | Alexandr Tijonov URSS 32:47,8                                                       | Nikolai Kruglov URSS 33:45,1                                                        | Alexandr Ushakov URSS 34:12,4                                        |
| 20 km individual (10.03)   | Heikki Ikola · Finlandia · 1:10:51,8                                                | Sigleif Johansen · Noruega · 1:11:16,3                                              | Alexandr Tijonov URSS 1:1118,1                                       |
| Relevos 4 × 7,5 km (13.03) | URSS Alexandr Tijonov Alexandr Yelizarov Alexandr Ushakov Nikolai Kruglov 1:48:10,8 | Finlandia · Erkki Antila · Raimo Seppänen · Simo Halonen · Heikki Ikola · 1:49:55,9 | RDA Manfred Beer Klaus Siebert Frank Ullrich Manfred Geyer 1:50:52,5 |

## Medallero
| Núm. | País      | Oro | Plata | Bronce | Total |
| ---- | --------- | --- | ----- | ------ | ----- |
| 1    | URSS      | 2   | 1     | 2      | 5     |
| 2    | Finlandia | 1   | 1     | 0      | 2     |
| 3    | Noruega   | 0   | 1     | 0      | 1     |
| 4    | RDA       | 0   | 0     | 1      | 1     |
|      | TOTAL     | 3   | 3     | 3      | 9     |